# Type 81
Type 81  —  китайський автомат, розроблений фірмою Norinco для заміни Type 56 на базі затворної группи СКС-45, та дизайну автомата Калашнікова.

## Історія
Прийнято на озброєння китайської армії в 1981, але відомий широкому загалу став наприкінці 1980-х. Перше бойове застосування було в ході китайсько - в'єтнамського конфлікту середини 1980-х. Нині в КНР проходить процес переозброєння з Type 81 на більш сучасні QBZ-95, QBZ-191 та Type 03, але автомат буде на озброєнні ще довго.

## Конструкція
Автомат Тип 81 є подальшим розвитком автомата Тип 68. Візуально автомати Тип 81 легко відрізнити від автоматів Калашникова за рухомим затвором з відкритою коробкою, та ручкою взведення типовим для СКС, довшим стволом. Запобіжник - перемикач режимів вогню розташований на ствольній коробці ліворуч, над спусковою скобою, і зручно керується великим пальцем правої руки. На експортних автоматах і ручних кулеметах Тіп 81S (пізнього випуску) запобіжник знаходився всередині спускової скоби, позаду спускового гачка. Ствольна коробка штампована зі сталі, приклад і фурнітура дерев'яні.
У автоматів Тип 81-1 приклад складаний убік, металевий, скелетного типу. Прицільні засоби - відкриті, включають мушку, змонтовану на газовідвідному вузлі, і відкритий цілик з регулюванням по дальності стрільби від 100 до 500 метрів. В автоматі використовуються магазини від автомата Тип 56 на 30 патронів (стандартні від АК), крім того, можливе використання барабанних магазинів на 75 патронів від ручного кулемета Тип 81 (по конструкції відрізняються від магазинів радянського ручного кулемета Калашникова).
На відміну від більш ранніх зразків китайської розробки, автомати Тип 81 оснащуються не інтегральними складними багнетами голчатою конструкції, а від'ємними штик-ножами.
Система стрілецької зброї Тип 81 послужила основою для розробки з кінця 1980х років експериментальної системи озброєння Тип 87 (складалася з автомата і ручного кулемета) під патрон 5.8х42мм, на якій і відпрацьовувався новий перспективний проміжний патрон калібру 5.8мм.  Автомати Тип 87 калібру 5,8 мм візуально відрізнялися від Тип 81 магазинами меншою кривизни і довжини і дещо зміненій фурнітурою із пластику, а не з дерева.

## Модіфікації
- Type 81  Базова версія автомата калібру 7,62 мм з фіксованим прикладом.
- Type 81-1 Версія автомата калібру 7,62 мм з складенним прикладом.
- Type 81 LMG Легкий піхотний кулемет калібру 7,62 мм.
- Type 81S  Експорта версія базової моделі.
- Type 87-1 Експериментальна версія під патрон 5,8×42 мм
- Type 87 LMG Легкий піхотний кулемет калібру 5,8 мм
- Type 81 Tactical Тактичний варіант.
- CS/LR14 Нова тактична версія під більш важкий патрон 7.62x51мм[2].
- NAR-10  Тактичний варіант на експорт.

## Країни-експлуатанти
- Алжир
- Бангладеш. Виготовляється за ліцензією Bangladesh Ordnance Factories як BD-08.
- Китайська Народна республіка
- Джибуті
- Іран
- Берег Слонової Кістки
- М'янма
- Непал
- Нігерія
- Пакистан
- Сьєрра-Леоне
- Північна Корея
- Мальта [3]
- Шрі-Ланка
- Судан
- Танзанія